# Falaises fossilifères de Joggins
Les falaises fossilifères de Joggins sont des falaises de la Nouvelle-Écosse, au Canada, baignées par la baie de Fundy. Elles sont surnommées les « Galapagos du Carbonifère », en raison de l'importante quantité de fossiles qu'elles contiennent.

## Géographie

### Situation
Les falaises fossilifères de Joggins font administrativement partie du comté de Cumberland, en Nouvelle-Écosse.
Elles sont situées au pied des monts Cobéguit et s'étendent sur 15 kilomètres le long de la baie de Chignectou. Elles atteignent par endroits 30 mètres de haut.

### Géologie
Le site renferme le dépôt de fossiles connu le plus complet et le mieux conservé du Carbonifère. Il comprend des troncs d'arbres faisant plus de six mètres de haut, une grande diversité d'invertébrés, de poissons et d'amphibiens ainsi que les vestiges des plus anciens reptiles du monde. La baie de Fundy possède les marées les plus hautes du monde [réf. souhaitée], ce qui érode constamment les falaises.

## Histoire
La falaise a été incluse comme étant le premier site protégé sous la Historical Objects Protection Act en 1972 avec une superficie de 7 ha. La plage sous la falaise a été incluse comme site protégé sous le Beaches Act en 1989. Le ministère des Ressources naturelles protège le site de l'exploration minière en 2006. Le 27 avril 2007, le site protégé des falaises fossilifères de Joggins a été agrandi à 689 ha. Elles sont devenues un site du patrimoine mondial le 7 juillet 2008.